# Carlo Abbate
Carlo Abbate (kolem roku 1600 v Janově– před rokem 1640) byl italský hudební teoretik, hudební skladatel a františkánský duchovní.

## Život a činnost

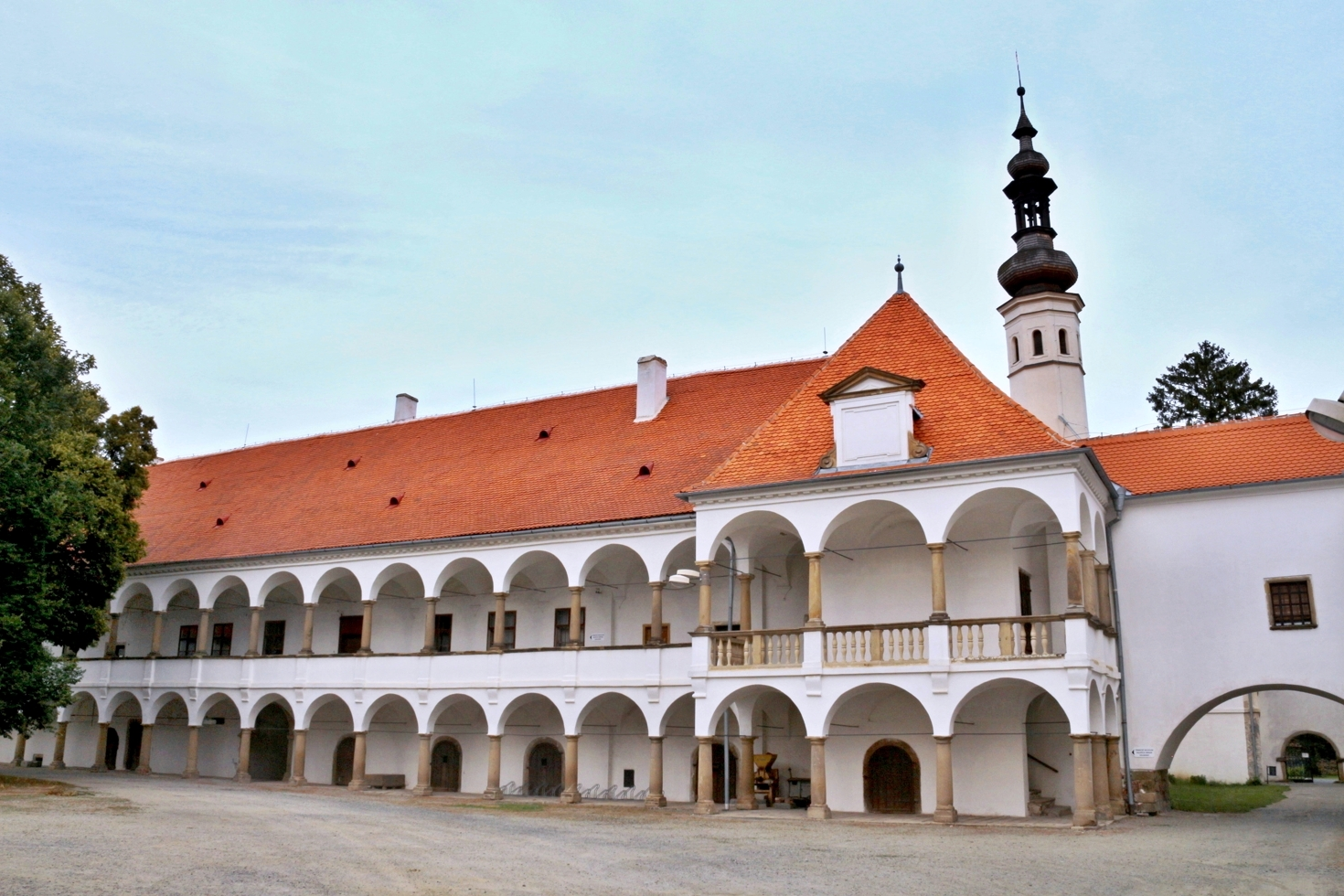
Zámek Oslavany, místo prvního působení Abbateho na Moravě

Narodil se v Janově kolem roku 1600. Před rokem 1629 odešel na Moravu, kde působil jako hudební pedagog nejprve v hudebním semináři na zámku v Oslavanech, poté vyučoval v nově založeném Loretánském semináři piaristů v Mikulově, kde působil jako kaplan a hudebník Moravského hejtmana a olomouckého kardinála knížete-biskupa Františka Serfína z Ditrichštejna.
Po svém návratu do Itálie v roce 1632 Abbate vydal tiskem své pojednání Regulae contrapuncti excerptae ex operibus Zerlini et aliorum ad breviorem tyronum instructionem accommodate, které bylo zamýšleno jako učebnice pro jeho žáky. Spis se týká zejména pravidel konsonance a disonance, postavených na základě práce Gioseffa Zarlina.